# ۶۵۴ (قمری)
۶۵۴ (قمری)، ششصد و پنجاه و چهارمین سال در گاهشماری هجری قمری است. اول محرم این سال برابر با سی و یکم ژانویه سال ۱۲۵۶ میلادی است.